# Rajd Hiszpanii 2003
Rezultaty Rajdu Hiszpanii (39º Rallye Catalunya-Costa Brava (Rallye de España)), eliminacji Rajdowych Mistrzostw Świata w 2003 roku, który odbył się w dniach 24 – 26 października. Była to trzynasta runda czempionatu w tamtym roku i szósta asfaltowa oraz szósta w Production Cars WRC. Bazą rajdu było miasto Lloret de Mar. Zwycięzcami rajdu zostali Francuzi Gilles Panizzi i Hervé Panizzi jadący Peugeotem 206 WRC. Wyprzedzili oni francusko-monakijską załogę Sébastiena Loeba i Daniela Elenę w Citroënie Xsarze WRC oraz estońsko-brytyjską załogę Markko Märtina i Michaela Parka w Fordzie Focusie WRC. Z kolei zwycięzcami Junior WRC zostali Francuzi Brice Tirabassi i Jacques-Julien Renucci w Renault Clio S1600.
Rajdu nie ukończyło dwóch kierowców fabrycznych. Brytyjczyk Richard Burns w Peugeocie 206 WRC nie ukończył rajdu na 19. odcinku specjalnym z powodu wypadku. Z kolei kierowca Škody Fabii WRC Francuz Didier Auriol odpadł z rajdu na 9. odcinku specjalnym z powodu awarii sprzęgła.

## Klasyfikacja ostateczna (punktujący zawodnicy)
| Miejsce  | Zawodnik              | Pilot                  | Samochód           | Czas      | Strata   | Grupa | Punkty |
| WRC      | WRC                   | WRC                    | WRC                | WRC       | WRC      | WRC   | WRC    |
| -------- | --------------------- | ---------------------- | ------------------ | --------- | -------- | ----- | ------ |
| 1.       | Gilles Panizzi        | Hervé Panizzi          | Peugeot 206 WRC    | 3:55:09.4 |          | A8 M  | 10     |
| 2.       | Sébastien Loeb        | Daniel Elena           | Citroën Xsara WRC  | 3:55:22.4 | +13.0    | A8 M  | 8      |
| 3.       | Markko Märtin         | Michael Park           | Ford Focus WRC     | 3:55:23.0 | +13.6    | A8 M  | 6      |
| 4.       | François Duval        | Stéphane Prévot        | Ford Focus WRC     | 3:56:04.8 | +55.4    | A8 M  | 5      |
| 5.       | Petter Solberg        | Phil Mills             | Subaru Impreza WRC | 3:56:20.2 | +1:10.8  | A8 M  | 4      |
| 6.       | Marcus Grönholm       | Timo Rautiainen        | Peugeot 206 WRC    | 3:56:38.5 | +1:29.1  | A8 M  | 3      |
| 7.       | Carlos Sainz          | Marc Martí             | Citroën Xsara WRC  | 3:56:52.4 | +1:43.0  | A8 M  | 2      |
| 8.       | Tommi Mäkinen         | Kaj Lindström          | Subaru Impreza WRC | 3:57:04.5 | +1:55.1  | A8 M  | 1      |
| JWRC     |                       |                        |                    |           |          |       |        |
| 1. (17.) | Brice Tirabassi       | Jacques-Julien Renucci | Renault Clio S1600 | 4:16:33.7 |          | A6    | 10     |
| 2. (19.) | Kris Meeke            | Chris Patterson        | Opel Corsa S1600   | 4:18:06.2 | +1:32.5  | A6    | 8      |
| 3. (21.) | Salvador Cañellas     | Xavier Amigo           | Suzuki Ignis S1600 | 4:18:41.8 | +2:08.1  | A6    | 6      |
| 4. (22.) | Daniel Carlsson       | Mattias Andersson      | Suzuki Ignis S1600 | 4:20:40.2 | +4:06.5  | A6    | 5      |
| 5. (24.) | Urmo Aava             | Kuldar Sikk            | Suzuki Ignis S1600 | 4:23:06.1 | +6:32.4  | A6    | 4      |
| 6. (25.) | Ville-Pertti Teuronen | Mikko Markkula         | Suzuki Ignis S1600 | 4:23:14.2 | +6:40.5  | A6    | 3      |
| 7. (27.) | Abdo Feghali          | Joseph Matar           | Ford Puma S1600    | 4:27:21.3 | +10:47.6 | A6    | 2      |
| 8. (29.) | Massimo Ceccato       | Mitia Dotta            | Fiat Punto S1600   | 4:30:58.7 | +14:25.0 | A6    | 1      |

1. ↑  Litera M przy oznaczeniu grupy do której należy samochód oznacza, iż tylko ci kierowcy zdobywali punkty dla swoich zespołów liczonych w klasyfikacji producentów na koniec sezonu.

## Zwycięzcy odcinków specjalnych
| Dzień      | Odcinek | G. rozp. | Nazwa                    | Długość | Zwycięzca      | Czas    | Lider rajdu    |
| ---------- | ------- | -------- | ------------------------ | ------- | -------------- | ------- | -------------- |
| 1 (24 PAŹ) | SS1     | 08:48    | La Trona 1               | 13.17km | Petter Solberg | 8:23.6  | Petter Solberg |
| 1 (24 PAŹ) | SS2     | 09:21    | Alpens – Les Llosses 1   | 21.80km | Sébastien Loeb | 13:07.3 | Sébastien Loeb |
| 1 (24 PAŹ) | SS3     | 10:29    | La Pobla de Lillet 1     | 22.55km | Sébastien Loeb | 15:03.5 | Sébastien Loeb |
| 1 (24 PAŹ) | SS4     | 13:12    | Saint Julia 1            | 26.27km | Sébastien Loeb | 15:35.3 | Sébastien Loeb |
| 1 (24 PAŹ) | SS5     | 14:05    | Taradell 1               | 5.05km  | Markko Märtin  | 2:56.2  | Sébastien Loeb |
| 1 (24 PAŹ) | SS6     | 15:32    | La Trona 2               | 13.17km | Gilles Panizzi | 8:15.7  | Sébastien Loeb |
| 1 (24 PAŹ) | SS7     | 16:05    | Alpens – Les Llosses 2   | 21.80km | Gilles Panizzi | 13:10.6 | Sébastien Loeb |
| 1 (24 PAŹ) | SS8     | 17:13    | La Pobla de Lillet 2     | 22.55km | Sébastien Loeb | 14:55.3 | Sébastien Loeb |
| 2 (25 PAŹ) | SS9     | 08:53    | Olost 1                  | 23.08km | Gilles Panizzi | 11:39.4 | Sébastien Loeb |
| 2 (25 PAŹ) | SS10    | 09:41    | Lluca 1                  | 14.04km | Markko Märtin  | 8:15.9  | Sébastien Loeb |
| 2 (25 PAŹ) | SS11    | 10:09    | Sant Boi de Llucanes 1   | 12.85km | Gilles Panizzi | 8:06.7  | Sébastien Loeb |
| 2 (25 PAŹ) | SS12    | 11:42    | Sant Julia 2             | 26.27km | François Duval | 15:30.4 | Sébastien Loeb |
| 2 (25 PAŹ) | SS13    | 12:35    | Taradell 2               | 5.05km  | Richard Burns  | 2:58.3  | Sébastien Loeb |
| 2 (25 PAŹ) | SS14    | 14:12    | Olost 2                  | 23.08km | Markko Märtin  | 11:37.0 | Sébastien Loeb |
| 2 (25 PAŹ) | SS15    | 15:00    | Lluca 2                  | 14.04km | Markko Märtin  | 8:19.5  | Sébastien Loeb |
| 2 (25 PAŹ) | SS16    | 15:28    | Sant Boi de Llucanes 2   | 12.85km | Sébastien Loeb | 8:05.5  | Sébastien Loeb |
| 3 (26 PAŹ) | SS17    | 07:43    | Sant Bartomeu del Grau 1 | 11.55km | Petter Solberg | 6:27.2  | Sébastien Loeb |
| 3 (26 PAŹ) | SS18    | 08:19    | La Roca 1                | 5.05km  | Roman Kresta   | 3:16.2  | Sébastien Loeb |
| 3 (26 PAŹ) | SS19    | 08:47    | Viladrau 1               | 35.18km | Tommi Mäkinen  | 23:19.8 | Sébastien Loeb |
| 3 (26 PAŹ) | SS20    | 11:10    | Sant Bartomeu del Grau 2 | 11.55km | Markko Märtin  | 6:29.4  | Sébastien Loeb |
| 3 (26 PAŹ) | SS21    | 11:46    | La Roca 2                | 5.05km  | Sébastien Loeb | 3:22.2  | Sébastien Loeb |
| 3 (26 PAŹ) | SS22    | 12:14    | Viladrau 2               | 35.18km | Gilles Panizzi | 23:38.4 | Gilles Panizzi |

## Klasyfikacja po 13 rundach
Tabele przedstawiają tylko pięć pierwszych miejsc.

### Kierowcy
| Lp. | Kierowca       | Pkt |
| --- | -------------- | --- |
| 1   | Sébastien Loeb | 63  |
| 2   | Carlos Sainz   | 63  |
| 3   | Petter Solberg | 62  |
| 4   | Richard Burns  | 58  |
| 5   | Markko Märtin  | 49  |

### Producenci
| Lp. | Producent                   | Pkt |
| --- | --------------------------- | --- |
| 1   | Citroën Total               | 147 |
| 2   | Malboro Peugeot Total       | 142 |
| 3   | 555 Subaru World Rally Team | 93  |
| 4   | Ford Motor Co Ltd.          | 89  |
| 5   | Škoda Motorsport            | 21  |